# Archibald Garrod
Archibald Garrod foi o primeiro a empregar o termo "erros inatos do metabolismo" para definir aquelas doenças causadas por algum erro no metabolismo genético.

## História
Médico inglês nascido em Londres, especialista no estudo de doenças hereditárias do metabolismo e que formulou a hipótese de que os genes seriam responsáveis pela produção das enzimas descrita no livro clássico Inborn Errors of Metabolism (1909). Filho do médico Alfred Baring Garrod, que divulgou estudos sobre artrite reumática, estudou medicina na Universidade de Oxford, onde também ensinou medicina (1920-1927). Reafirmou a teoria mendeliana para os humanos, mas este conceito básico para o desenvolvimento da química genética foi negligenciado ainda por mais de 30 anos. Estudou doenças em crianças e se tornou importante pelos seus estudos e descobertas sobre a doença alcaptonúria, especialmente por sua hipótese sobre a origem da doença.

## Alcaptonúria
Em 1896, Archibald E. Garrod se interessou em pacientes com uma doença rara, mas este inofensivo transtorno conhecido como alcaptonúria. Quando exposta ao ar a urina escurece. Garrod logo concluiu que alcaptonúria é um erro congênito, não o resultado de uma infeção bacteriana como era o pensamento corrente. Raro na população em geral, mas frequentes em crianças que são parentes próximos, a incidência de alcaptonúria conformado com o padrão de herança recessiva descrito por Gregor Mendel em seus experimentos com ervilhas.
Garrod, um médico proeminente do St. Bartholomew's Hospital, em Londres, entendido tanto da bioquímica quanto da genética. Ele suspeita que, devido a um defeito genético, os pacientes com alcaptonúria faltava uma enzima envolvida na degradação química de proteínas, um dos muitos caminhos químicos chamados coletivamente metabolismo. O resultado: a acumulação de um produto químico que escurece urina. Cinquenta anos demorou até o conhecimento dos bioquímicos de todas as etapas do percurso descrito Garrod. 
Garrod imediatamente empregou muitas aplicações do seu trabalho sobre alcaptonúria em termos de genética e doenças graves.
- Embora os sinais de alcaptonúria são altamente visíveis, muitos outros distúrbios do metabolismo, sem dúvida, existem, com as mais sutis manifestações.
- Tanto a variação normal e anormal das diferenças de composição química são determinadas pela genética. "Creio que não há dois indivíduos", escreveu Garrod, "são exatamente iguais quimicamente mais do que qualquer outro estruturalmente".

Apesar da sua importância na comunidade médica, Garrod não excitou grandes interesse entre os seus contemporâneos pelo seus trabalhos. Geneticistas foram ocupados a braços com o mais simples dos organismos, bioquímica estava ainda na sua infância e muitas das doenças Garrod discutiu doenças raras que os médicos raramente viam na prática clínica. Mas pela década de 1950, como o papel direto que genes desempenham na produção proteínas específicas ficou entendido, Garrod começou a adquirir a reputação que goza atualmente de como o "pai da química genética".